# Pantelåner
En pantelåner er en person eller virksomhed, der erhvervsmæssigt låner penge ud mod at få værdigenstande som pant.
Erhvervet som pantelåner har i Danmark været ikkeeksisterende i flere år, men fik en renæssance i sommeren 2014. I andre lande er pantelånere et mere udbredt erhverv. I USA er erhvervet særligt kendt fra TV-programmet Pawn Stars. I Danmark er der dog de seneste år kommet virksomheder som tilbyder lignende løsninger til pantelån, som tilbyder salg med tilbagekøbsret. Det virker i praksis ligesom pantelån.
Forretningsmodellen for pantelån er indrettet således, at pantelåneren tilbyder et lån på op mod halvdelen af værdigenstandens værdi til en månedlig rente på maksimalt 1,5% som følge af lovkrav. Betales det lånte beløb ikke tilbage ved ophør af lånets løbetid, sælger pantelåneren den pantsatte værdigenstand på auktion. Bliver varen solgt med fortjeneste ud over det allerede udbetalte, tilfalder overskuddet kunden. 
Varen skal sælges ved offentlig auktion. Kunden får i denne situation salgsbeløbet tilbage fratrukket renteudgifter.

## Reference
1. 1 2 3  Pantelåner søger luksusting fra kriseramte - Politiken.dk

- Wikimedia Commons har flere filer relateret til Pantelåner